# Kobylničky
Kobylničky je vesnice, část obce Myslejovice v okrese Prostějov. Nachází se asi 1,5 km na jih od Myslejovic. V roce 2009 zde bylo evidováno 79 adres. V roce 2001 zde trvale žilo 114 obyvatel.
Kobylničky je také název katastrálního území o rozloze 1,19 km2.

## Historie
První písemná zmínka o obci pochází z roku 1377.

## Obyvatelstvo

### Struktura
Vývoj počtu obyvatel za celou obec i za jeho jednotlivé části uvádí tabulka níže, ve které se zobrazuje i příslušnost jednotlivých částí k obci či následné odtržení.
| Místní části   | Místní části    | 1869 | 1880 | 1890 | 1900 | 1910 | 1921 | 1930 | 1950 | 1961 | 1970 | 1980 | 1991 | 2001 | 2011 |
| -------------- | --------------- | ---- | ---- | ---- | ---- | ---- | ---- | ---- | ---- | ---- | ---- | ---- | ---- | ---- | ---- |
| Počet obyvatel | část Kobylničky | 134  | 154  | 168  | 182  | 181  | 204  | 233  | 219  | 218  | 184  | 152  | 116  | 114  | 121  |
| Počet domů     | část Kobylničky | 21   | 27   | 28   | 31   | 33   | 36   | 49   | 60   | 0    | 56   | 46   | 58   | 59   | 65   |

## Významné osobnosti
Jaromír Tobola (1916 v Kobylničkách – 1988 v Olomouci), český katolický kněz, ThDr, Th.Lic., teolog, významný biblista, oběť komunistické zvůle

## Pamětihodnosti
- Krucifix proti čp. 38

## Přírodní poměry
Východně od obce, ovšem již na území vojenského újezdu Březina, jenž obklopuje vesnici ze tří světových stran kromě severu, se nachází Myslejovická nádrž, jenž byla vybudována na potoku Brodečka.

## Fotogalerie

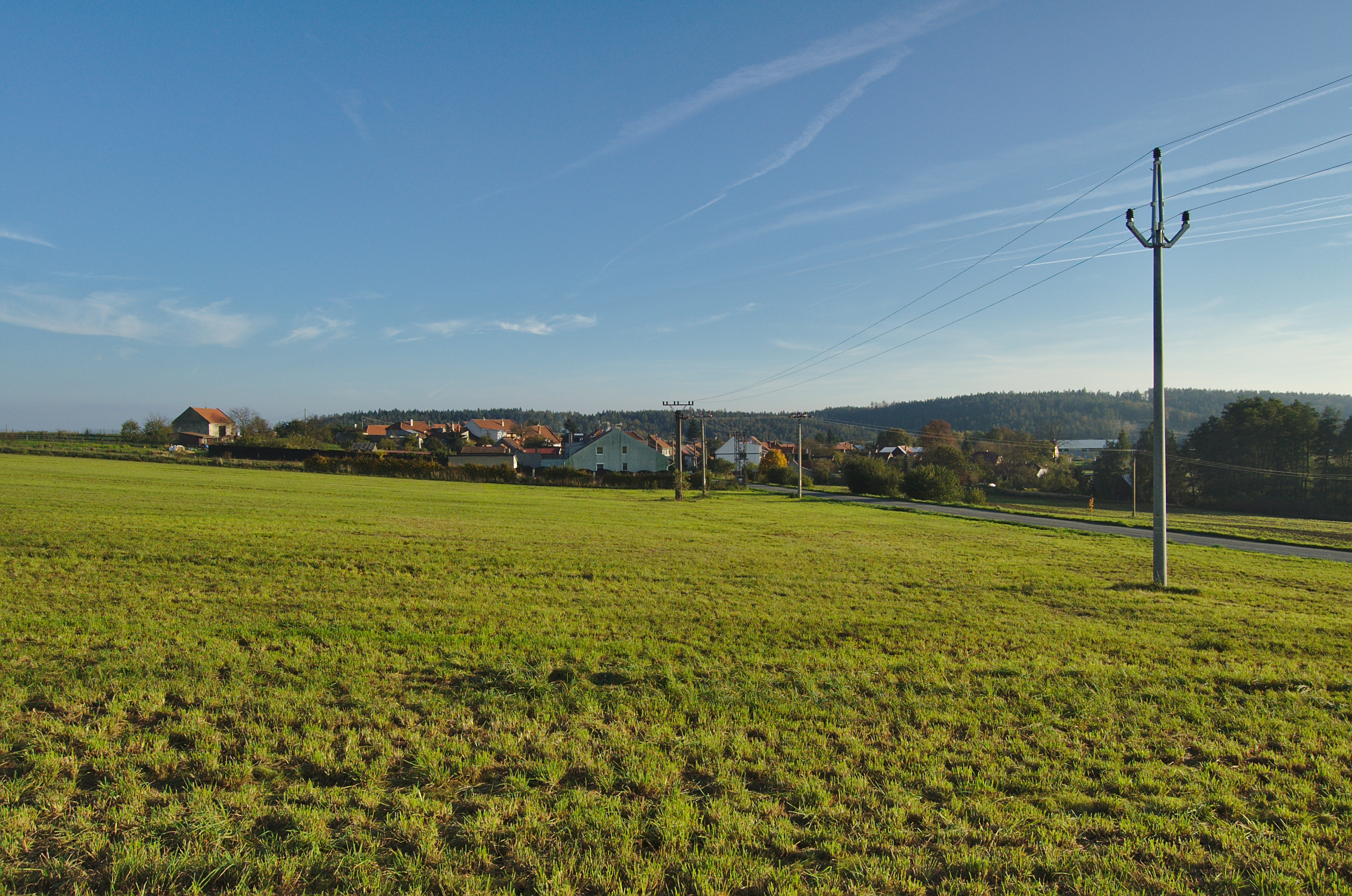
Pohled na obec ze severu
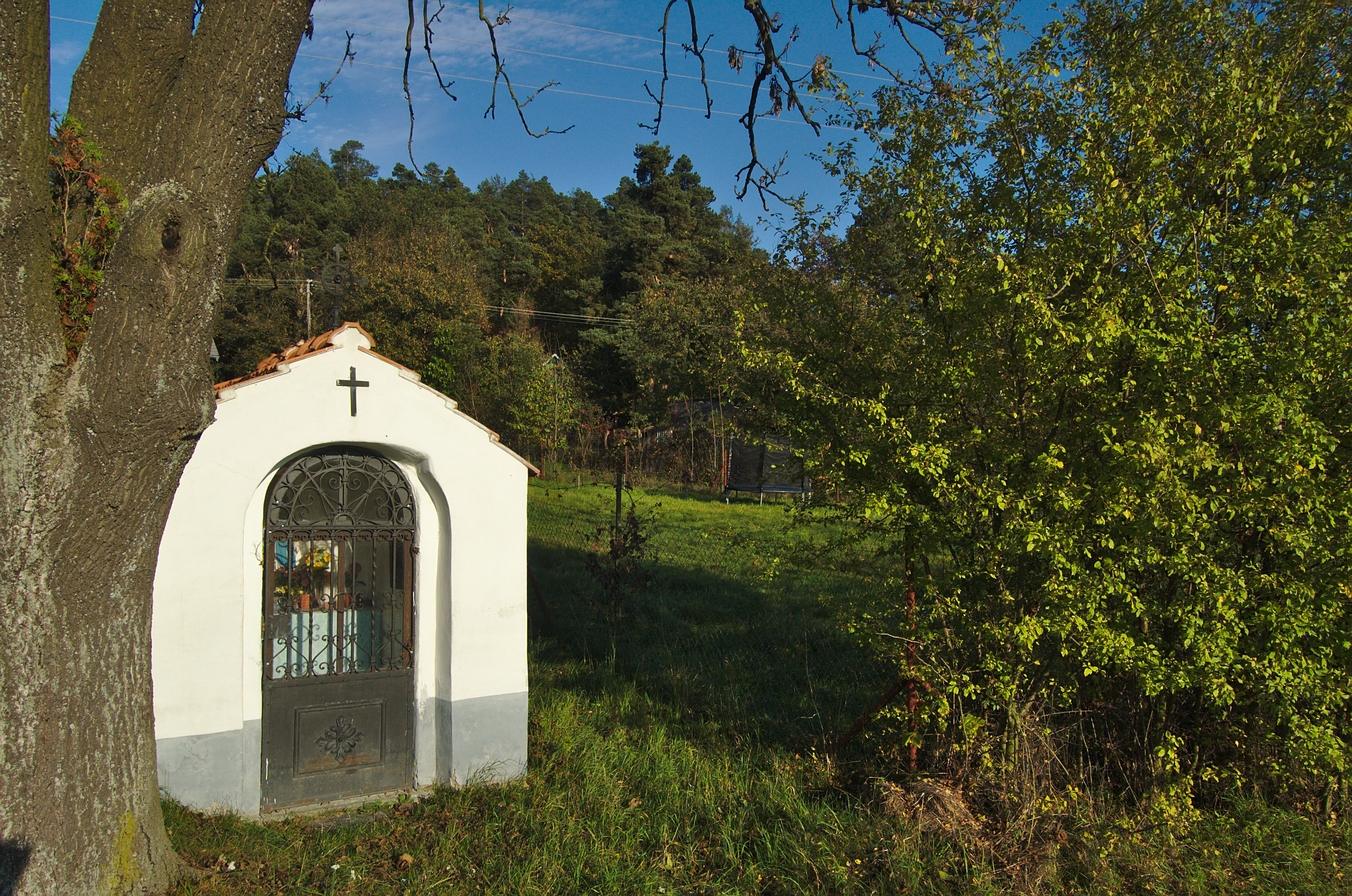
Kaplička u silnice mezi obcemi Myslejovice a Kobylničky
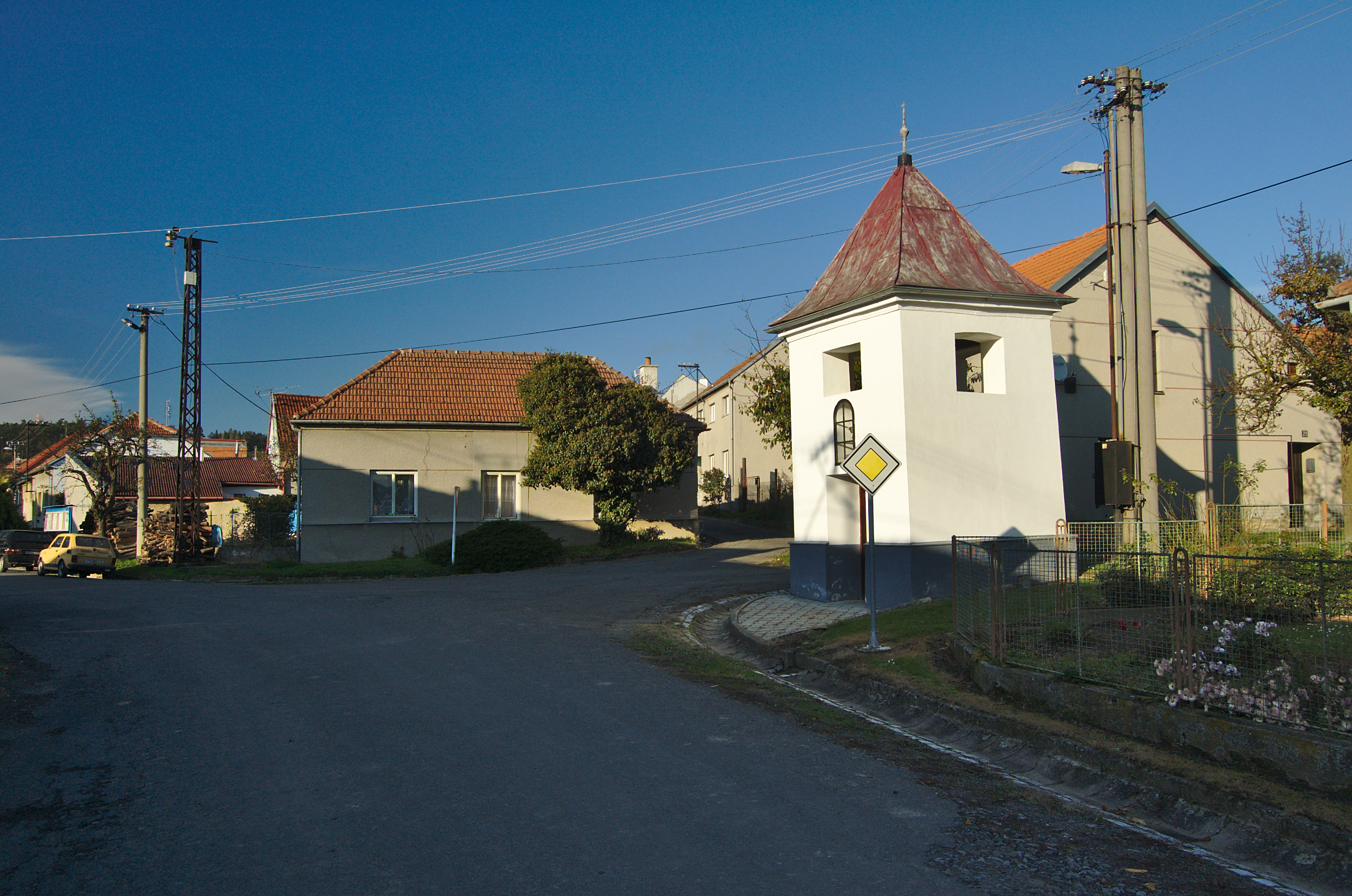
Zvonice na návsi
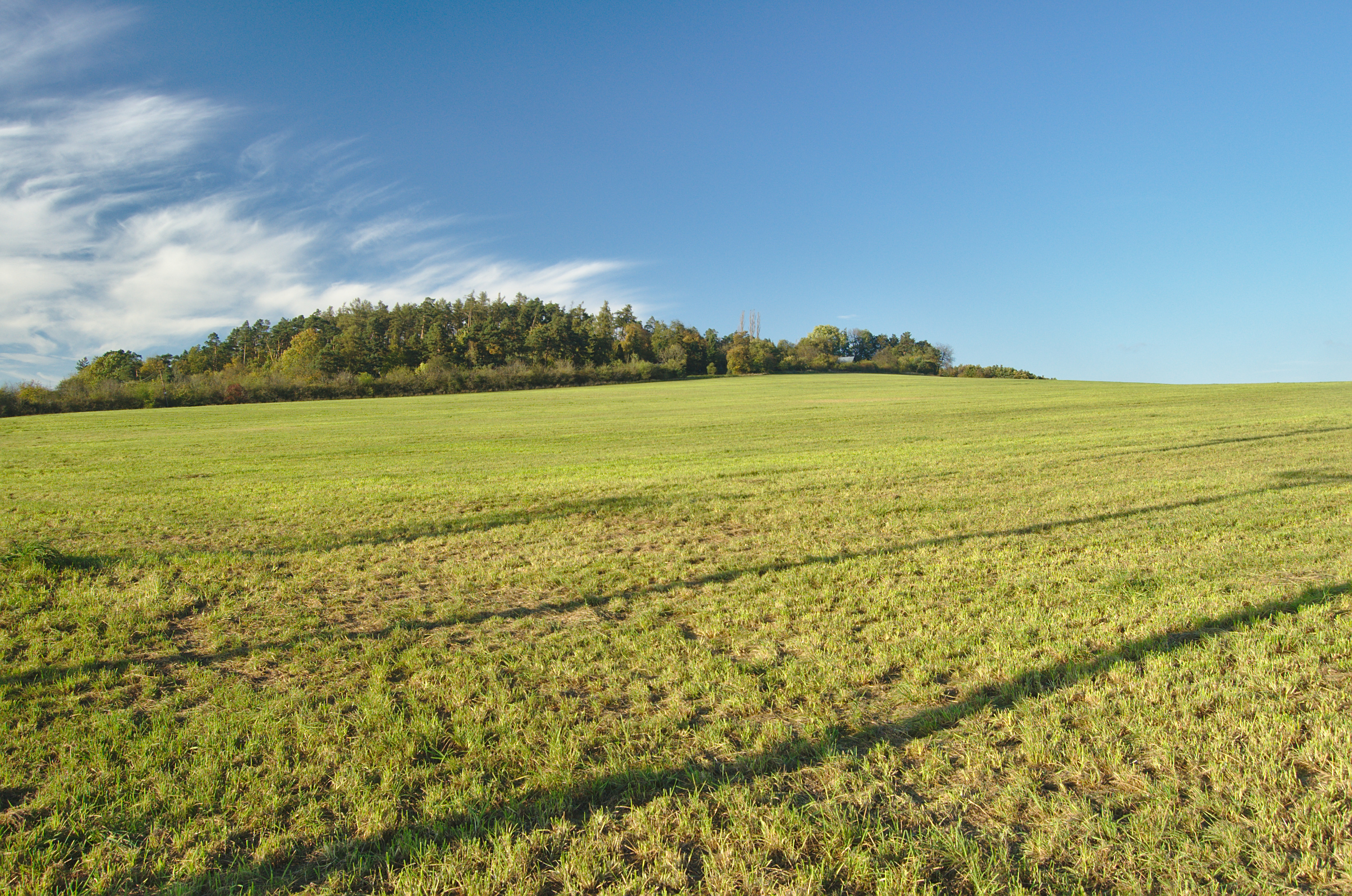
Pohled na vrchol Strážná
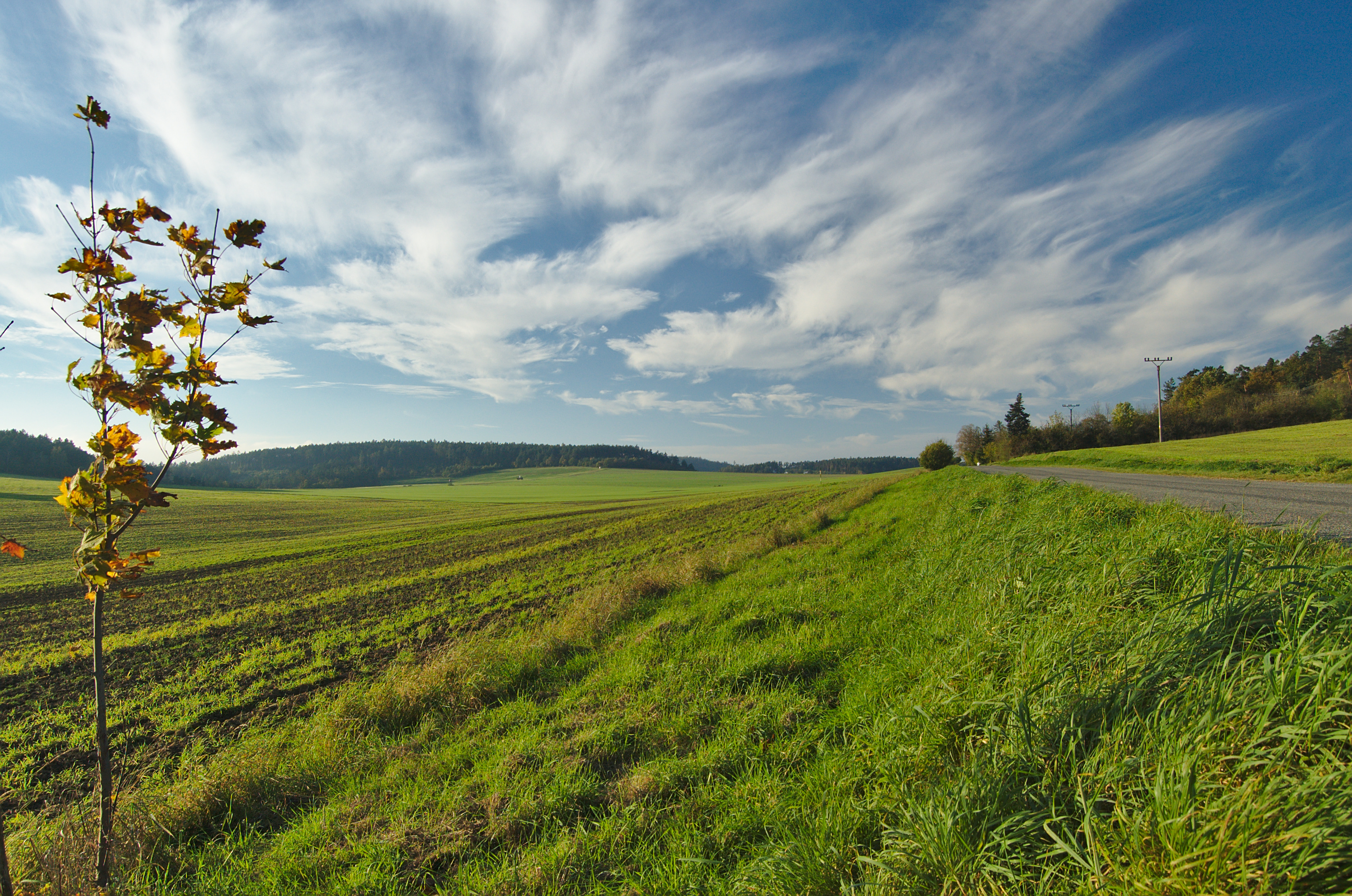
Pohled severně na silnici do Myslejovic
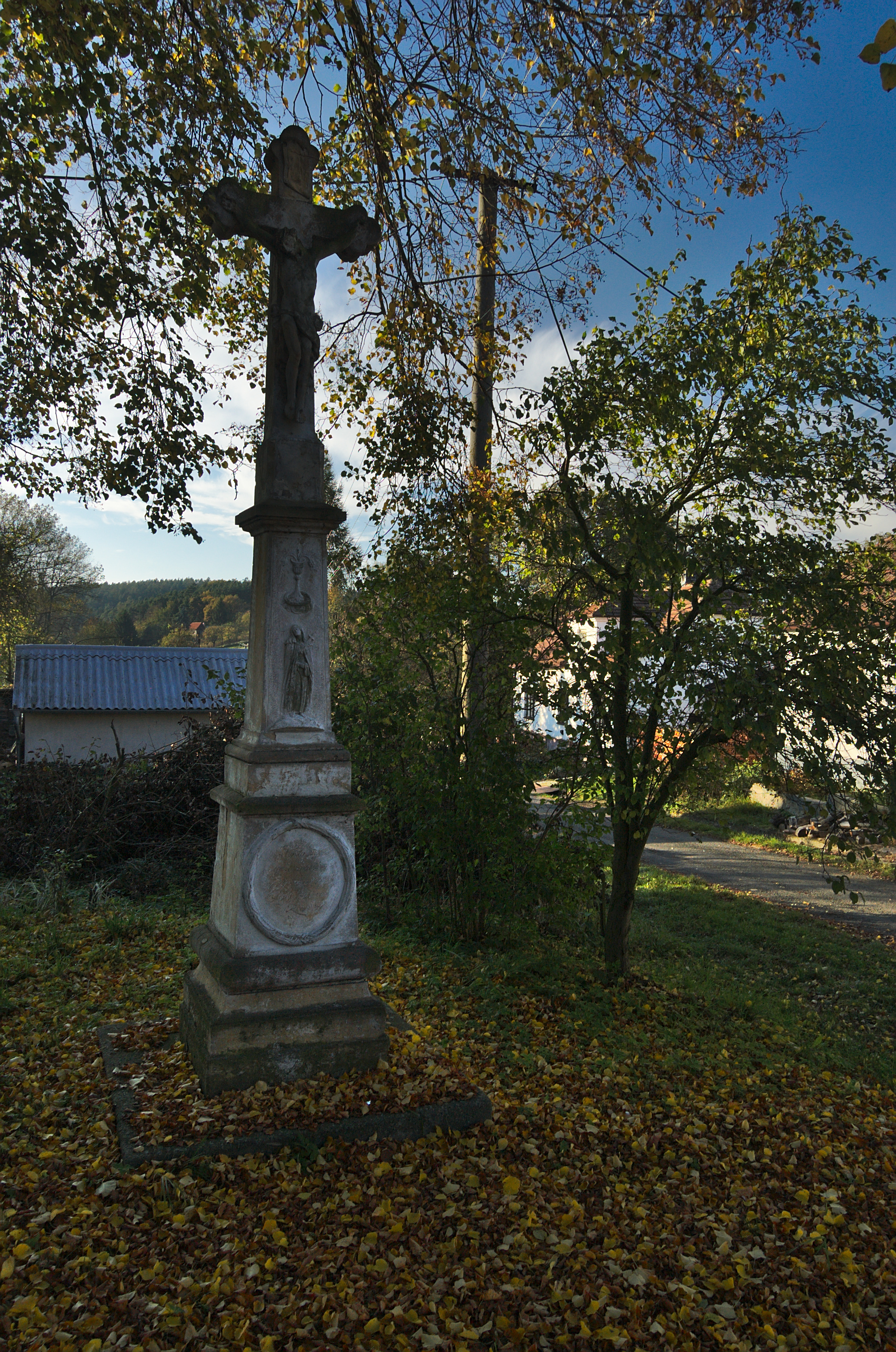
Kříž naproti domu čp. 38
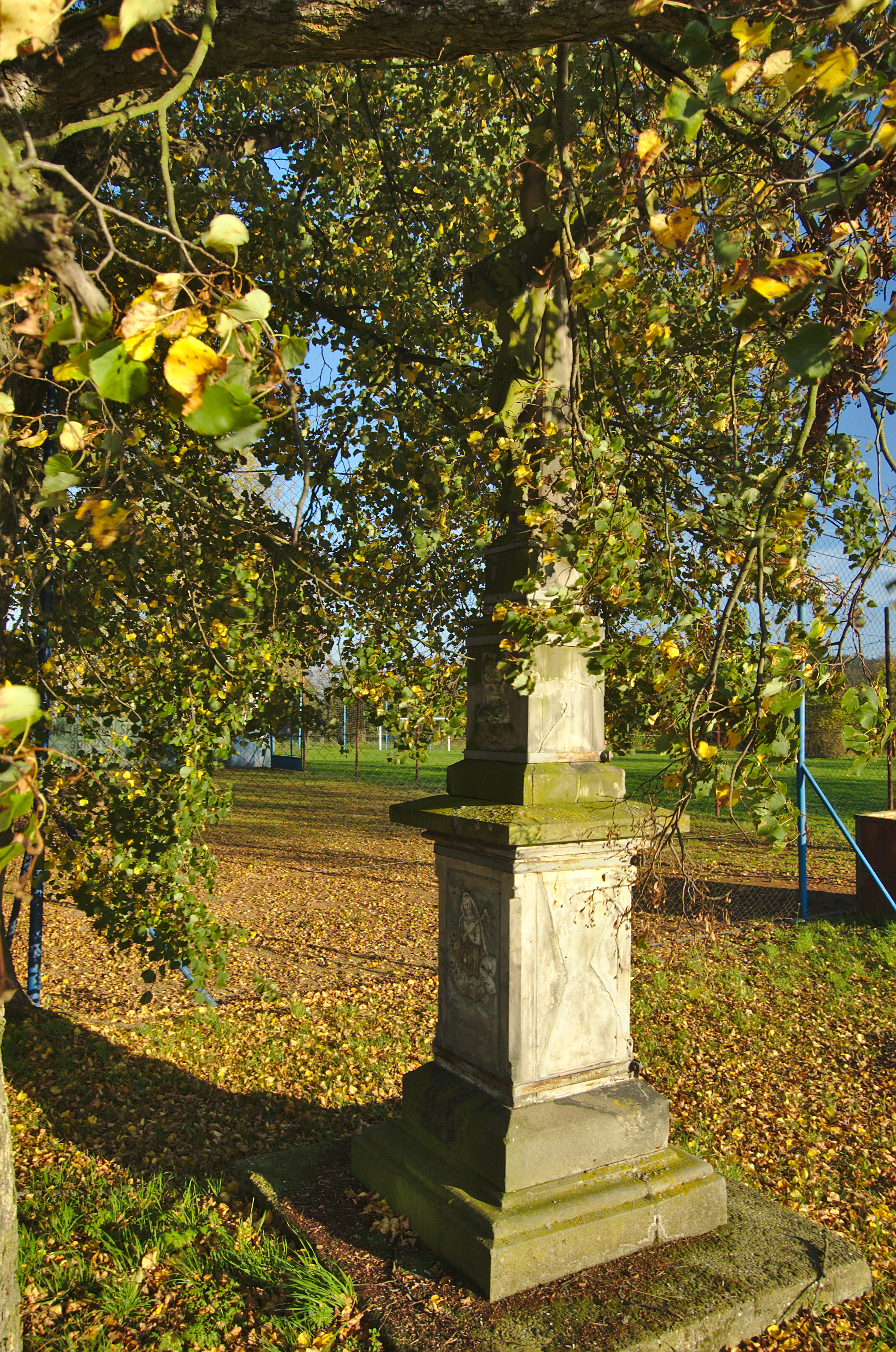
Kříž u hřiště